# Esmeralda (Mazzucato)
Esmeralda è un'opera in tre atti di Alberto Mazzucato, su libretto di Filippo De Boni. La prima rappresentazione ebbe luogo al Teatro Sociale di Mantova il 10 febbraio 1838.
Esmeralda era interpretata da Elisa Taccani, per la quale l'opera fu scritta, l'orchestra era diretta dallo stesso Mazzucato.

## Trama
La scena è in Parigi nel 1482.

### Atto I
Parte prima. La corte dei miracoli.
Parte seconda. Sala nel Palazzo del signor Gondelaurier.

### Atto II
Cortile d'una taverna.

### Atto III
Piazza della Gréve.

## Struttura musicale
- Sinfonia

### Atto I
- N. 1 - Introduzione Viva Clopino il re di Tuna! (Coro, Claudio, Esmeralda)
- N. 2 - Aria di Claudio Ebben si compia. O placidi (Claudio, Clopino)
- N. 3 - Duetto fra Esmeralda e Febo Dio ti rimeriti
- N. 4 - Finale I L'armonie sonar gradite (Coro, Esmeralda, Febo, Fiordalisa, Gondeularier)

### Atto II
- N. 5 - Coro ed Aria di Febo Beviam! Per tutti i secoli - Oh l'amor! Supremo gaudio! (Febo, Coro)
- N. 6 - Duetto fra Claudio e Febo Sì, paventa! Un'Egizia errabonda
- N. 7 - Terzetto fra Claudio, Esmeralda e Febo Abbandonata, o misera

### Atto III
- N. 8 - Coro ed Aria di Claudio Venite!... Or brulica - Io, derelitta vergine
- N. 9 - Coro ed Aria di Esmeralda Ah! Che questa è un infedele - Febo io sento che m'appella (Esmeralda, Coro, Claudio)